# Aphoebantus concinnus
Aphoebantus concinnus är en tvåvingeart som först beskrevs av Daniel William Coquillett 1892.  Aphoebantus concinnus ingår i släktet Aphoebantus och familjen svävflugor.
Artens utbredningsområde är Kalifornien. Inga underarter finns listade i Catalogue of Life.